# Rhopalomeces femoralis
Rhopalomeces femoralis là một loài bọ cánh cứng trong họ Cerambycidae.